# Dariya Zgoba
Dariya Yaroslavivna Zgoba (en ucraniano: Дарія Ярославівна Згоба; Ivano-Frankivsk, URSS, 7 de noviembre de 1989) es una deportista ucraniana que compitió en gimnasia artística, especialista en las barras asimétricas.
Ganó tres medallas en el Campeonato Europeo de Gimnasia Artística entre los años 2005 y 2008. Participó en los Juegos Olímpicos de Pekín 2008, ocupando el octavo lugar en su especialidad.

## Palmarés internacional
| Campeonato Europeo | Campeonato Europeo         | Campeonato Europeo | Campeonato Europeo |
| Año                | Lugar                      | Medalla            | Prueba             |
| ------------------ | -------------------------- | ------------------ | ------------------ |
| 2005               | Debrecen (Hungría)         | Medalla de bronce  | Barras asimétricas |
| 2007               | Ámsterdam (Países Bajos)   | Medalla de oro     | Barras asimétricas |
| 2008               | Clermont-Ferrand (Francia) | Medalla de bronce  | Barras asimétricas |